# Santa Maria Stella Matutina (församling)
Santa Maria Stella Matutina är en församling i Roms stift, belägen i Quartiere Trionfale och helgad åt Jungfru Maria som ”Morgonstjärnan”. Församlingen upprättades den 10 december 1951 genom dekretet ”Cum SS.mus Dominus Noster” av kardinalvikarie Clemente Micara.
Till församlingen Santa Maria Stella Matutina hör följande kyrkobyggnader:
- Santa Maria Stella Matutina, Via Lucilio 2
- Santa Maria del Rosario a Monte Mario, Via Trionfale 175

## Institutioner inom församlingen
- Casa di procura delle Suore Minime dell'Addolorata, Via Lucilio 40
- Casa di cura “Villa Stuart”, Via Trionfale 5952
- Regina Pacis, Via Cecilio Stazio 50
- Scuola Paritaria dell'Infanzia e Primaria, Via Cecilio Stazio 35
- Monastero Domenicano «Santi Domenico e Sisto», Via Alberto Cadlolo 51
- Casa Generalizia «Nostra Signora della Pace», Via Lucilio 16
- Casa di istituto religioso femminile  – Comunità, Via Teodosio Macrobio 25
- Casa di istituto religioso femminile – Comunità, Via delle Medaglie d'Oro 400